# Rhododendron ponticum
Рододендрон понтійський (Rhododendron ponticum) — вид рослини родини Вересові.

## Назва
В англійській мові має назву «звичайний рододендрон» (англ. common rhododendron).

## Будова
Вічнозелене швидкоросле дерево чи великий кущ висотою до 6 м. Листки обернено-ланцетні шкірясті 6-18 см, темні згори та світліші споду. Ранньою весною з'являються трубчасті червонясто-пурпурні з жовтими плямами квіти, зібрані у суцвіття-жмутки.

## Поширення та середовище існування
Зростає навколо Чорного моря на Балканах та Іберійському півострові на болотах та в лісах. Виживає у різних умовах від глибокої тіні до освітлених місць. Інвазивний вид у багатьох країнах Європи. Викопні рештки в ірландському торфі свідчать, що рослина росла там близько 302000-428000 назад, коли клімат був тепліший.

## Практичне використання
Понтійський рододендрон — одна з найпопулярніших для вирощування декоративних рослин в Європі.

## Отруйність
Мед рододендрону містить андромедотоксин може бути отруйний для людей. Андромедотоксини виділяються рослинами для захисту від комах. Більшість отруйних рослин не виділяє отруту в нектар, оскільки вона може відлякувати запилювачів. Проте деякі рослини такі як рододендрон та кавове дерево з невідомих причин продукують отруту в нектар. Дослідження на джмелях (Bombus terrestris) показали, що тривале годування отрутою рододендрона не причиняє їм шкоди. Проте бджоли (Apis) вмирали за годину після поїдання отрути. Поведінка Andrena scotica змінювалася під дією отрути, вони витрачали більше часу на політ та чищення себе.
В минулому отруйний мед рододендрону використовували для військових цілей. Наприклад, цар Мітрідат VI Евпатор наказав залишити стільники з медом на шляху підступаючої римської армії на чолі з Помпеєм Великим у 65 р. до н. е. Отруєних медом римських солдатів вирізала армія Мітрідата.

## Галерея

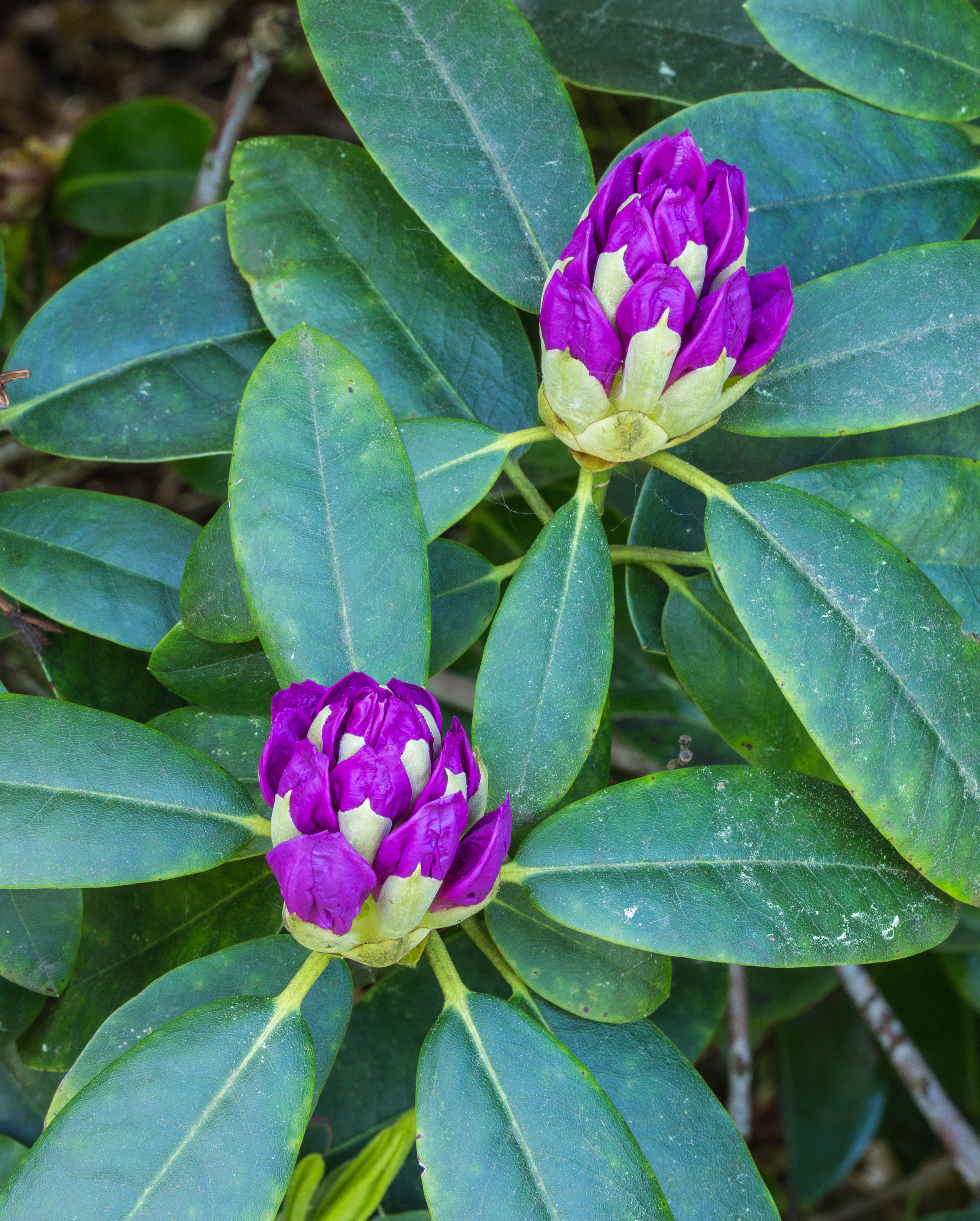
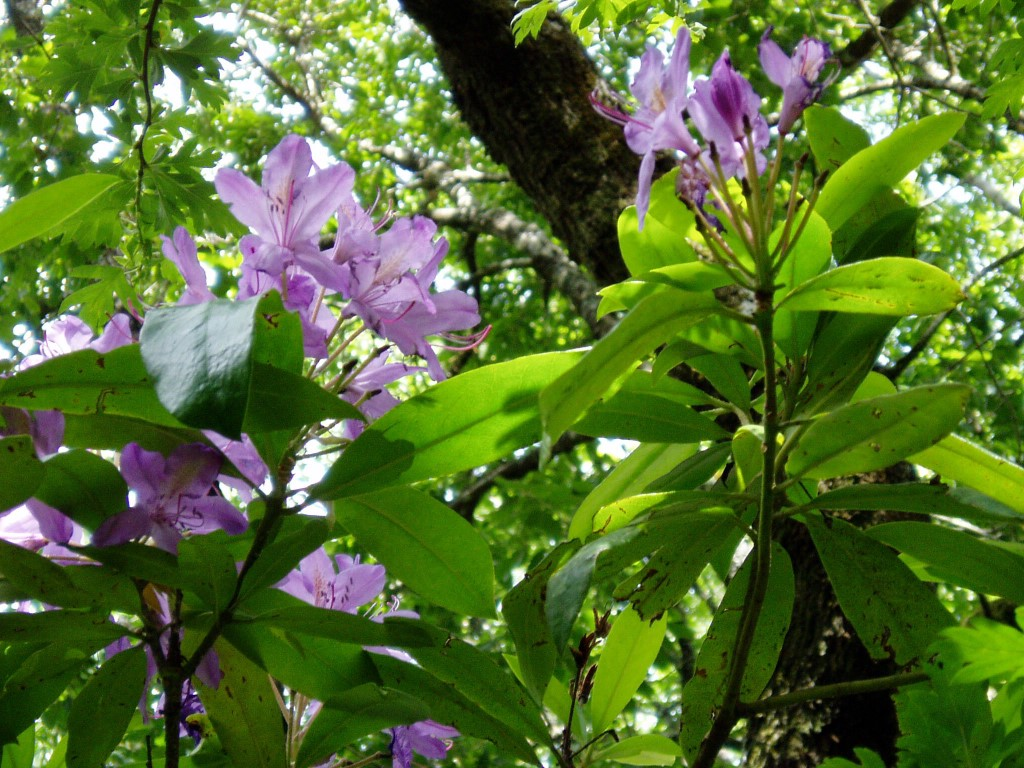
Листя
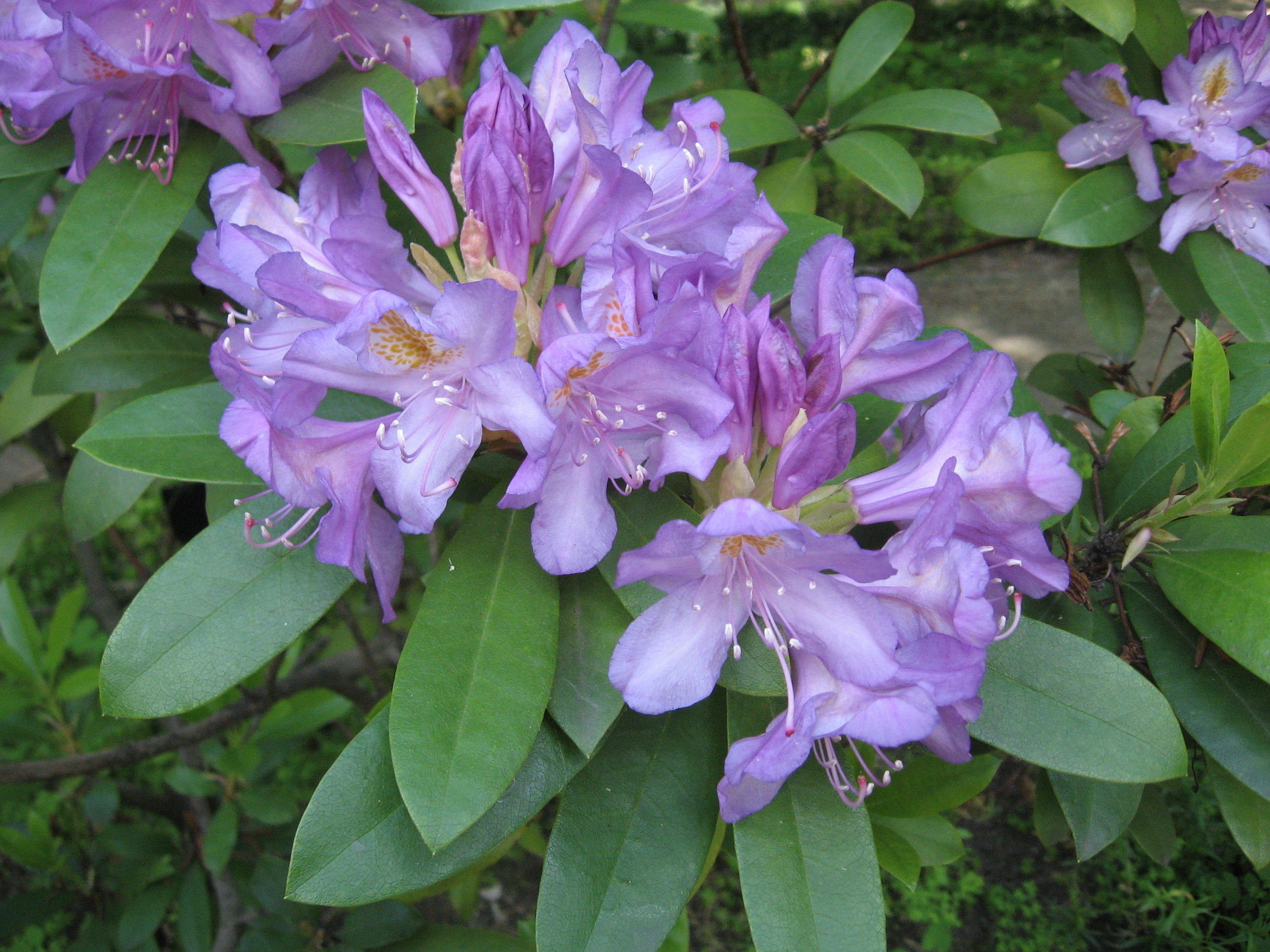
Квіти